# アッピアノス
アッピアノス（Ἀππιανός、95年頃 - 165年頃）は、2世紀の古代ローマの歴史家。エジプトのアレクサンドリアに生まれたギリシャ人である。
若年のとき、116年に同市で起きたユダヤ人反乱を実見した。エジプトで高位につき、ローマ公民権と騎士の身分を与えられた後にローマで皇帝の知遇を得て国庫補佐官、元首属吏 (procurator) に指名された。アントニヌス・ピウス帝の頃と推測される。ギリシャ語で全24巻からなる主著『ローマ史』（Ῥωμαϊκά）を著した。この著作は、ローマ初期の時代からウェスパシアヌス帝まで、ローマと諸民族の戦いを各地域ごとに記し、次にローマの内乱をその指導者ごとに記す。『内乱記』（Guerre Civili）など多くが残るが、一部は部分的な引用でしか知られておらず12巻しか現存していない。